# Stockholm-Arlanda (TV-program)
Stockholm-Arlanda var en realityserie som sändes i TV 3. I serien fick tittarna följa arbetet på Arlanda flygplats, genom olika personers arbetsdagar. Det var främst personal från SAS, Norwegian, LFV och Nordic Aero som medverkade i serien. De två säsongerna som producerades sändes under våren respektive hösten 2009. Säsongerna spelades in under vintern 2008/09 och sommaren 2009. 

## Medverkande (i förtexterna)
- Flygkapten Thomas (säsong 1)
- Flygvärdinnan Sanna (säsong 1)
- Flygvärden Kennet (säsong 2)
- VIP-koordinatorn Monica (säsong 1-2)
- Stationsledare P-A (säsong 1-2)
- Duty Officer Marie (säsong 1)
- Incheckningsagenten/terminalkoordinatorn Sara (säsong 1-2)
- Flygplansteknikern Abbe (säsong 1)
- Terminalkoordinatorn Christian (säsong 1-2)
- Brandmännen Daniel, Jon, Kenneth och Emil (säsong 1-2)1
- Trafikassistenten Evelina (säsong 2)
- Skyddsvakterna Joakim och Annelie (säsong 2)

Notering: I vissa avsnitt medverkade även andra personer som arbetar på flygplatsen, men de nämns inte i listan ovanför. 
1 Brandmännen Daniel, Jon, Kenneth och Emil stod dock inte med i förtexterna i den andra säsongen.

## Säsong 1
Den första säsongen sändes på torsdagar mellan den 5 mars och 21 maj 2009. Säsongen spelades in under vintern 2008/09.
| Episod | Sändningsdatum | Tittarsiffror |
| ------ | -------------- | ------------- |
| 1      | 5 mars 2009    | 429 000       |
| 2      | 12 mars 2009   | 381 000       |
| 3      | 19 mars 2009   | 331 000       |
| 4      | 26 mars 2009   | 354 000       |
| 5      | 2 april 2009   | 426 000       |
| 6      | 9 april 2009   | 368 000       |
| 7      | 16 april 2009  | 451 000       |
| 8      | 23 april 2009  | 428 000       |
| 9      | 30 april 2009  | 304 000       |
| 10     | 7 maj 2009     | 304 000       |
| 11     | 14 maj 2009    | 423 000       |
| 12     | 21 maj 2009    | 410 000       |

## Säsong 2
Den andra säsongen sändes på onsdagar mellan den 7 oktober och 9 december 2009. Säsongen sändes i tio avsnitt och dessa spelades in under sommaren 2009. Till skillnad från föregående säsong följde man nu ett antal andra anställda, samtidigt som man behöll vissa personer som man i den första säsongen fick följa i deras arbete.
| Episod | Sändningsdatum   | Tittarsiffror |
| ------ | ---------------- | ------------- |
| 1      | 7 oktober 2009   | 312 000       |
| 2      | 14 oktober 2009  | 324 000       |
| 3      | 21 oktober 2009  | 343 000       |
| 4      | 28 oktober 2009  | 388 000       |
| 5      | 4 november 2009  | 354 000       |
| 6      | 11 november 2009 | 367 000       |
| 7      | 18 november 2009 | 237 000       |
| 8      | 25 november 2009 | 327 000       |
| 9      | 2 december 2009  | 385 000       |
| 10     | 9 december 2009  | 361 000       |